# Розгребли
Розгребли — село в Большесолдатском районе Курской области. Входит в Большесолдатский сельсовет.

## География
Село находится недалеко от границы между Большесолдатским и Суджанским районами, в 70 километрах к юго-западу от Курска, в 7 км к западу от районного центра и центра сельсовета — села Большое Солдатское.
Улицы
В селе 2 улицы: Совхозная (26 дома) и Школьная (76 дома).
Климат
Село, как и весь район, расположена в поясе умеренно континентального климата с тёплым летом и относительно тёплой зимой.

## Население
| 2002 | 2010 |
| ---- | ---- |
| 303  | ↘263 |

## Транспорт
Розгребли находится в 4 км от автодороги регионального значения 38К-004 (Дьяконово — Суджа — граница с Украиной), на автодороге межмуниципального значения 38Н-028 (Ямская Степь — Розгребли — 38К-004), в 12 км от ближайшей ж/д станции Локинская (линия Льгов I — Подкосылев).